# 애마부인 2
"애마부인 2"(Madame Ae-ma 2)는 한국에서 제작된 정인엽 감독의 1984년 에로 영화이다. 오수비 등이 주연으로 출연하였고 최춘지 등이 제작에 참여하였다.

## 출연

### 주연
- 오수비
- 하재영
- 신일룡

### 조연
- 최윤석
- 김애경
- 방희
- 현지혜

## 기타
- 원작자: 이문웅
- 제작부장: 신승호
- 제작담당: 박희섭
- 촬영부: 안태완
- 촬영부: 허문영
- 촬영부: 노영국
- 촬영부: 김명수
- 조명: 손병진
- 조명부: 전명천
- 조명부: 정순오
- 조명부: 민병진
- 조명부: 송근열
- 연출부: 강우석
- 연출부: 서재경
- 스크립터: 손성화
- 조감독: 김행수
- 네가편집: 이동훈